# トリオ・マンディリ
トリオ・マンディリ（Trio Mandili、グ: მანდილი）は、ジョージアの音楽グループ。ポリフォニックな歌唱とジョージアの伝統的な弦楽器であるパンドゥリによる伴奏が特徴。グループ名は「女性のヘッドスカーフ」を意味する。
ジョージア民謡の「アパレカ」を演奏するミュージック・ビデオが500万回以上試聴され、人気を獲得する。
母国語以外の他言語の楽曲も歌唱しており、共和国記念日に演奏されたヒンディー語の歌 "Goron Ki Na Kalon Ki Duniya Hai Dilwalon Ki" （「肌の白い人でも黒い人でもなく、世界は心の良い人のものだ」）や、ポーランド語の "Lipka" （「小さな菩提樹」）といったインド・ヨーロッパ言語の歌を歌ってきた。

## メンバー
- Tatuli Mgeladze (თათული მგელაძე) - リードおよびバッキングボーカル
- Tako Tsiklauri (თაკო წიკლაური) - バッキングおよびたまにリードボーカル、パンドゥリ（英語版）（伝統的なジョージアの弦楽器）
- Mariam Kurasbediani (მარიამ ქურასბედიანი) - バッキングおよびたまにリードボーカル

## ディスコグラフィー
| 年     | タイトル                | タイプ | レーベル                                 |
| ------ | ----------------------- | ------ | ---------------------------------------- |
| 2015年 | With Love, Trio Mandili | CD     | EL ITALIA                                |
| 2016年 | With Love, Trio Mandili | LP     | Merlins Orr Records MN 1014LP Yr Germany |
| 2017年 | Enguro, Trio Mandili    | CD     | EL ITALIA                                |